# Emma Aicher
Emma Aicher, née le 13 novembre 2003, est une skieuse alpine allemande, qui détient aussi la nationalité suédoise.

## Biographie
Fille d'une mère suédoise et d'un père allemand, Aicher grandit à Sundsvall, où elle découvre le ski et rejoint le Slalomklubb. Ensuite, elle emmenage avec ses parents à Engelberg (Suisse).
En mars 2019, elle remporte le slalom de la FIS Children Cup, puis plus tard cette année, elle prend le départ sur ses premières courses FIS, où elle cumule trois succès pour sa première saison. En 2020, elle rejoint la fédération allemande de ski, faisant ses débuts dans la Coupe d'Europe, pour monter sur son premier podium dans un slalom en janvier 2021 à Zell am See.
Elle est alors sélectionnée pour les Championnats du monde élite, à Cortina d'Ampezzo, où elle court le parallèle, le slalom et l'épreuve par équipes, remportant la médaille de bronze, en tant que titulaire.
Juste après, elle se rend à Bansko pour disputer les Championnats du monde junior, où elle finit cinquième du slalom.

## Palmarès

### Jeux olympiques d'hiver
| Épreuve / Édition | Slalom géant | Slalom | Team event |
| JO 2022 Pékin     | 21e          | 18e    | Argent     |

### Championnats du monde
| Épreuve / Édition                | Descente | Super G | Slalom géant | Slalom  | Combiné | Parallèle     | Par équipes |
| Mondiaux 2021 Cortina d'Ampezzo  | —        | —       | —            | Abandon | —       | Non qualifiée | Bronze      |
| Mondiaux 2023 Courchevel-Méribel | Abandon  | 18e     | 31e          | 21e     | 8e      | —             | —           |
| Mondiaux 2025 Saalbach           | —        | 6e      | —            | —       | —       | —             |             |

### Coupe du monde
- 3 podiums dont 2 victoires.

#### Détail des victoires
| Édition / Épreuve | Descente  | Super G   | Total |
| 2024-2025         | Kvitfjell | La Thuile | 2     |
| Total             | 1         | 1         | 2     |

### Coupe d'Europe
- 1 podium.